# Arundinaria scandens
Arundinaria scandens là một loài thực vật có hoa trong họ Hòa thảo. Loài này được Soderstr. & R.P.Ellis mô tả khoa học đầu tiên năm 1988.